# NGC 7714
NGC 7714是位於雙魚座的一個螺旋星系。它相對於宇宙微波背景的速度為2430±26 km/s，對應的哈伯距離為116.9 ±8.31百萬光年（35.85 ± 2.54 Mpc）。此外，五次非紅移測量得出的距離為92.24±8.69百萬光年（28.280±2.664 Mpc）。NGC 7714由英國天文學家約翰·赫歇爾於1830年9月18日發現。
NGC 7714和NGC 7715是交互作用星系。這對星系包含在赫頓·阿普的《特殊星系圖集》，列為阿普284。NGC 7714似乎是一個高度扭曲的螺旋星系，可能是一個棒旋星系。NGC 7715 的類型尚不確定，可能是邊緣螺旋星系或不規則星系。